# Jeff Abbott
Jeff Abbott (Dallas, 12 agosto 1963) è uno scrittore statunitense di romanzi gialli.

## Biografia
Nato a Dallas nel 1963, vive e lavora con la moglie e i due figli a Austin.
Laureato all'Università Rice in Storia e Inglese, a partire dal suo esordio nel 1994 ha pubblicato una ventina di romanzi che spaziano dal mistery classico al thriller.
Tra i riconoscimenti ottenuti si segnala un Premio Macavity e un Premio Agatha per il romanzo Do Unto Others.

## Opere

### Serie Jordan Poteet
- Do Unto Others (1994)
- The Only Good Yankee (1995)
- Promises of Home (1996)
- Distant Blood (1996)

### Serie Whit Mosley
- A Kiss Gone Bad (2001)
- Black Jack Point (2002)
- Cut and Run (2003)

### Serie Sam Capra
- Adrenaline (2010)
- The Last Minute (2011)
- Sam Capra’s Last Chance (2012)
- Downfall (2013)
- Inside man (2014)
- The First Order (2016)

### Altri romanzi
- Panic (2005)
- Fear (2006)
- Collision (2008)
- Night road (Trust Me, 2009), Milano, Rizzoli, 2010 traduzione di Andrea Zucchetti e Cristina Volpi ISBN 978-88-17-04011-2.
- Blame (2017)
- The Three Beths (2018)

## Alcuni riconoscimenti
- Premio Dilys: 1995 finalista con Do Unto Others
- Premio Agatha per il miglior romanzo d'esordio: 1995 vincitore con Do Unto Others
- Premio Macavity per il miglior romanzo d'esordio: 1995 vincitore con Do Unto Others